# Dot-Marie Jones
Dorothy-Marie Jones (n. Turlock, California, Estados Unidos, 4 de enero de 1964), más conocida como Dot Jones, es una actriz y campeona de lucha estadounidense que ha realizado múltiples roles en televisión. Fue levantadora de pesas y campeona femenina en secundaria en Hilmar (California). Dot asistió a la Fresno State University, donde jugó al softball antes de ir a la escuela de medicina. Ha participado en muchas películas y se ha presentado en el Reel Pride Film Festival. También trabajó con Hilary Duff en Lizzie McGuire y Material Girls. Fue más conocida por interpretar a la entrenadora Shannon Beiste (reemplazante de Ken Tanaka) en Glee, papel que le ha valido una nominación al Emmy.
Dot se comprometió con su novia Bridgett Amanda el 4 de octubre de 2013 y se casaron el 21 de diciembre de ese año en su casa en Los Ángeles en una ceremonia íntima.

## Filmografía
Televisión:
| Año       | Título                                | Rol                           | Notas                                                                                                |
| --------- | ------------------------------------- | ----------------------------- | --- |
| 1992      | Knights and Warriors                  | Lady Battleaxe                | Rol recurrente                                                                                       |
| 1994      | Full House                            | Mujer musculosa               | 1 episodio: "I've Got a Secret"                                                                      |
| 1994      | Married... with Children              | Dot                           | 2 episodios: "Business Sucks: Parte 1" y "Business Still Sucks: Parte 2"                             |
| 1995      | Married... with Children              | Dot                           | 2 episodios: "The Weaker Sex" y "Reverend Al"                                                        |
| 1997      | Roseanne                              | Viuda Negra                   | 1 episodio: "Roseanne-Feld"                                                                          |
| 1998      | Tracey Takes On...                    | Mujer golfista                | 1 episodio: "Religion"                                                                               |
| 1998      | Dharma & Greg                         | Hey-19                        | 1 episodio: "Invasion of the Buddy Snatcher"                                                         |
| 1998      | Cybill                                | Sospechosa número 5           | 1 episodio: "Daddy"                                                                                  |
| 2000      | Chicago Hope                          | Ángel de la muerte            | 1 episodio: "Cold Hearts"                                                                            |
| 2001      | Lizzie McGuire                        | Entrenadora Kelly             | 5 episodios: "Rated Aargh", "Scarlett Larry", "I've Got Rhythmic", "Pool Party", y "One of the Guys" |
| 2002      | She Spies                             | Leon                          | 1 episodio: "Perilyzed"                                                                              |
| 2004      | My Wife and Kids                      | Toni                          | 1 episode: "Class Reunion"                                                                           |
| 2006      | Zack y Cody, Gemelos en Acción        | Gretel                        | 1 episodio: "Bowling"                                                                                |
| 2006      | Reba                                  | Dot                           | 1 episode: "Let's Get Physical"                                                                      |
| 2008      | iCarly                                | Guardia de la Prisión         | 1 episodio: "iChristmas"                                                                             |
| 2009      | Nip/Tuck                              | Tess                          | 3 episodes: "Dawn Budge II", "Allegra Caldarello", y "Giselle Blaylock & Legend Chandler"            |
| 2009      | Desperate Housewives                  | Guardia de la prisión         | 1 episode: "Look Into Their Eyes and You See What They Know"                                         |
| 2009      | Prison Break                          | Skittlez                      | 2 episodios: "The Old Ball and Chain" y "Free"                                                       |
| 2009      | Prison Break: The Final Break         | Skittlez                      | Telefilme                                                                                            |
| 2009      | 10 Things I Hate About You            | Señora del almuerzo           | Episodio 14: "Meat is Murder"                                                                        |
| 2009      | Scare Tactics                         | Dot                           | 2 episodios: "The Collector" and "Toxic Shock"                                                       |
| 2010      | Cougar Town                           | Mugger                        | 1 episodio: "What Are You Doing In My Life?"                                                         |
| 2010-2015 | Glee                                  | Shannon Beiste/Sheldon Beiste | Rol recurrente (Temporadas 2-5) Rol principal (Temporada 6), serie de TV FOX                         |
| 2014      | Baby Daddy                            | Masha                         | Estrella invitada 1 episodio, serie de TV ABC Family                                                 |
| 2016      | 2 Broke Girls                         | Big Reba                      | 1 episodio: "And the 80's Movie"                                                                     |
| 2016      | Days of our Lives                     | Chillie                       | Novela estadounidense                                                                                |
| 2017      | American Horror Story: Cult           | Butchy May                    | Estrella invitada, 1 episodio                                                                        |
| 2018–2019 | The Resident                          | Meg Mullins                   | 2 episodes                                                                                           |
| 2019      | This Close                            | Judy                          | Episodio: "It's About Time"                                                                          |
| 2019      | The Rookie                            | Opal                          | Episodio: "Tough Love"                                                                               |
| 2020      | Los Goldberg                          | Sister Mary Theresa           | Episodio: "Schmoopie's Big Adventure"                                                                |
| 2021      | American Horror Story: Double Feature | Trooper Jan Remy              | Episodio: "Winter Kills"                                                                             |
| 2023      | 9-1-1: Lone Star                      | Patty                         | Episodio: "Control Freaks"                                                                           |
| 2024      | Love and its stories                  | Mirtha Snowell                | Papel recurrente, Telenovela estadunidense                                                           |

Cine:
| Año  | Título              | Rol                      |
| ---- | ------------------- | ------------------------ |
| 1998 | Patch Adams         | Señorita Carne           |
| 1999 | The Boondock Saints | Rosengurtle Baumgartener |
| 2002 | Stray Dogs          | Jolene Carter            |
| 2006 | Material Girls      | Butch Brenda             |